# Меренберґ
Меренберґ (нім. Merenberg) — муніципалітет в Німеччині, земля Гессен. Підпорядковується адміністративному округу Гіссен. Входить до складу району Лімбург-Вайльбург. До складу муніципалітету входить п'ять сіл.

## Розташування
Меренберґ межує на півночі з муніципалітетом Менґерскірхен, на сході з Льонберґом, на півдні з містом Вайльбурґ, на південному заході з муніципалітетом Безеліх, і на заході з Вальдбрунн.

## Світлини

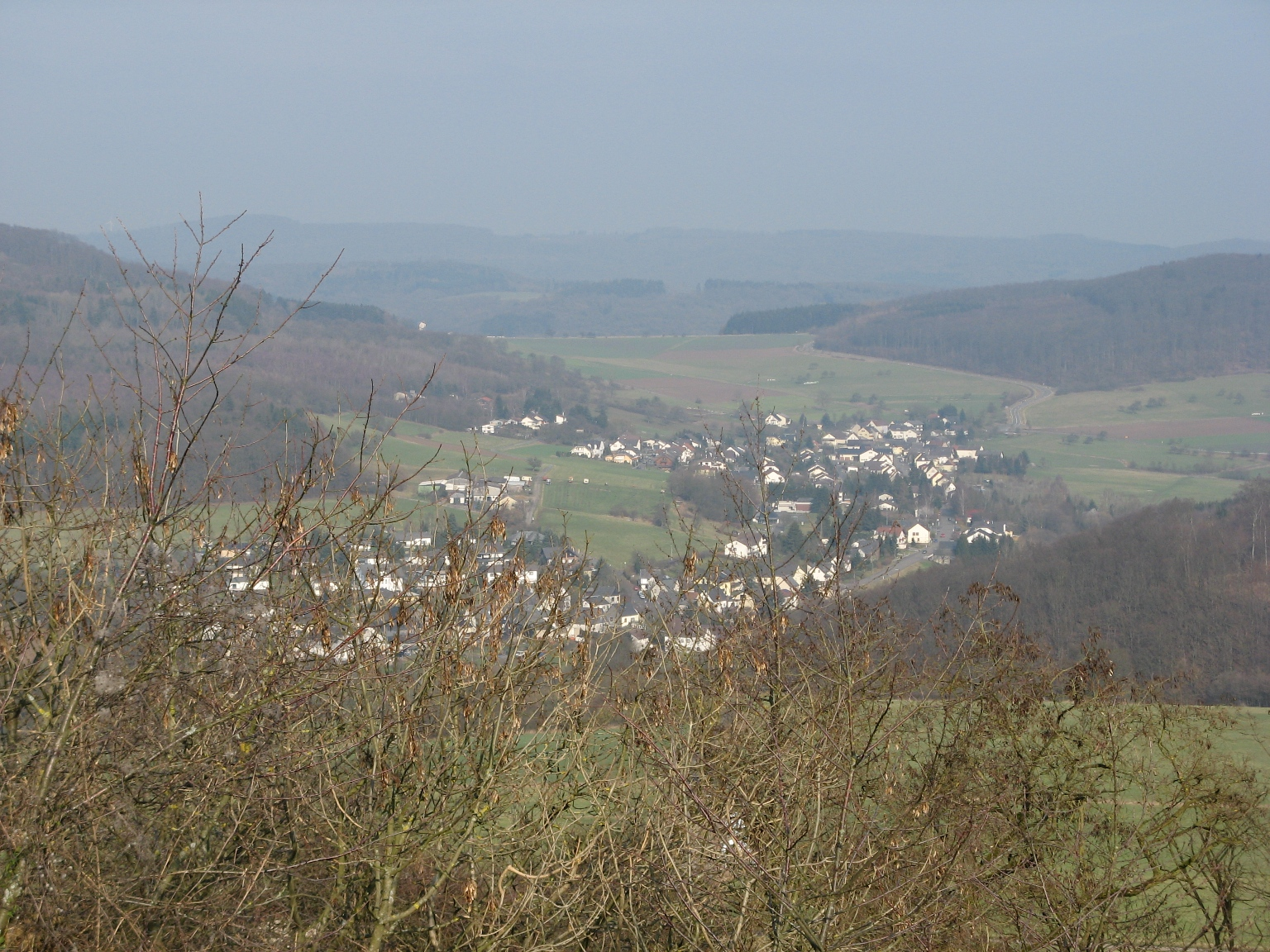
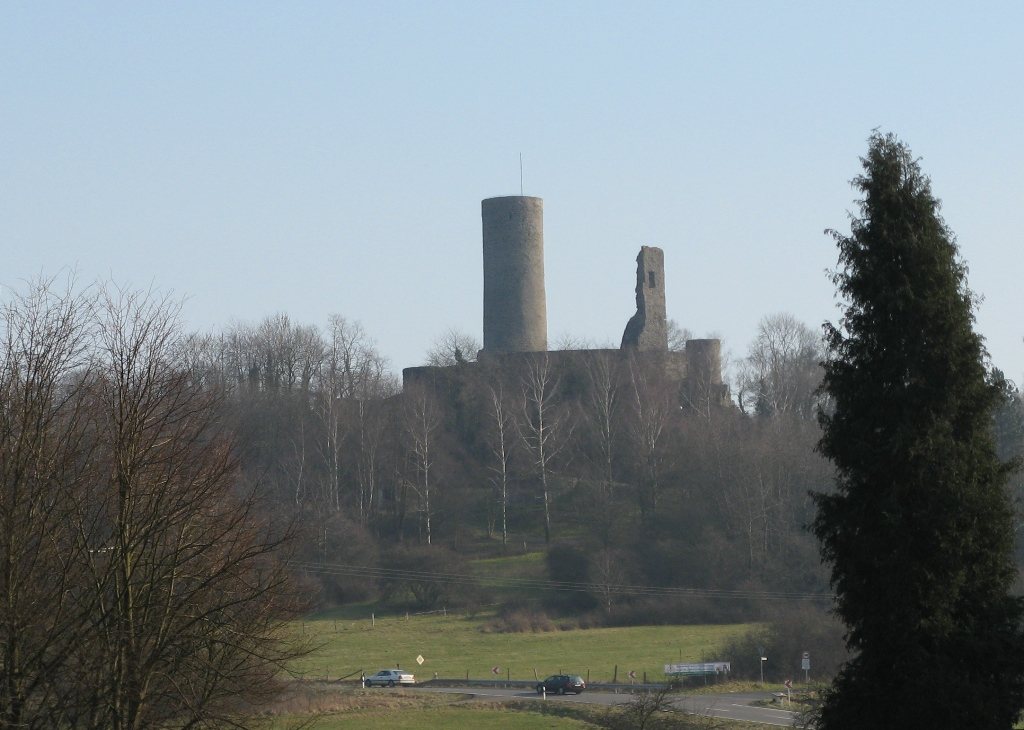
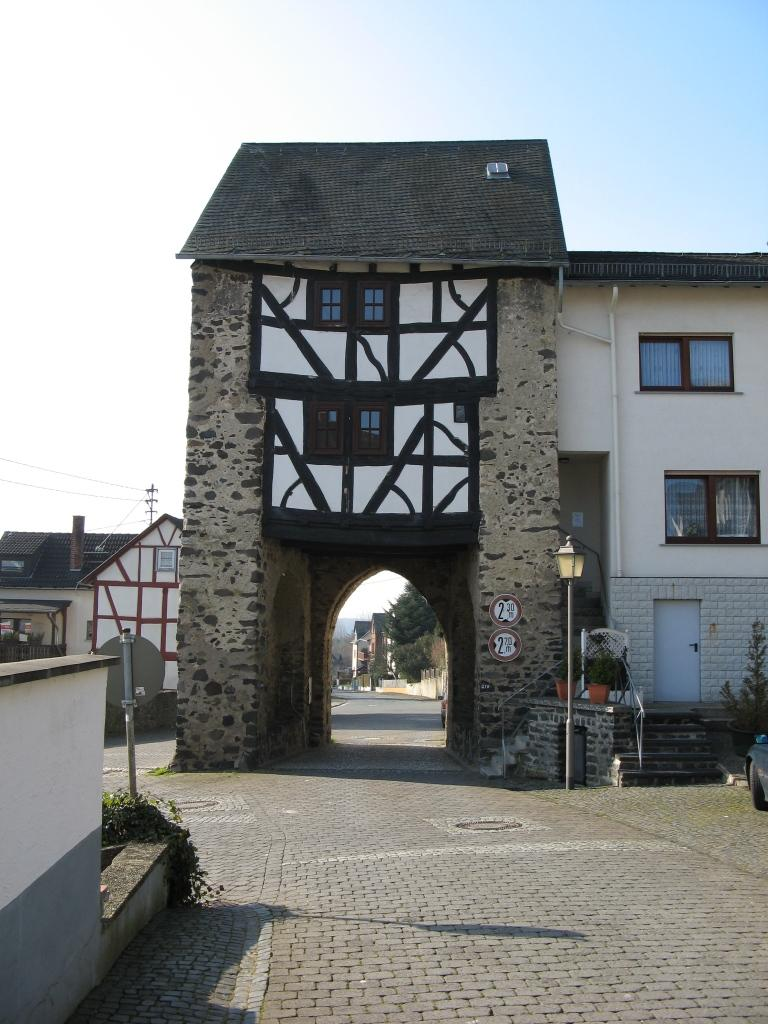
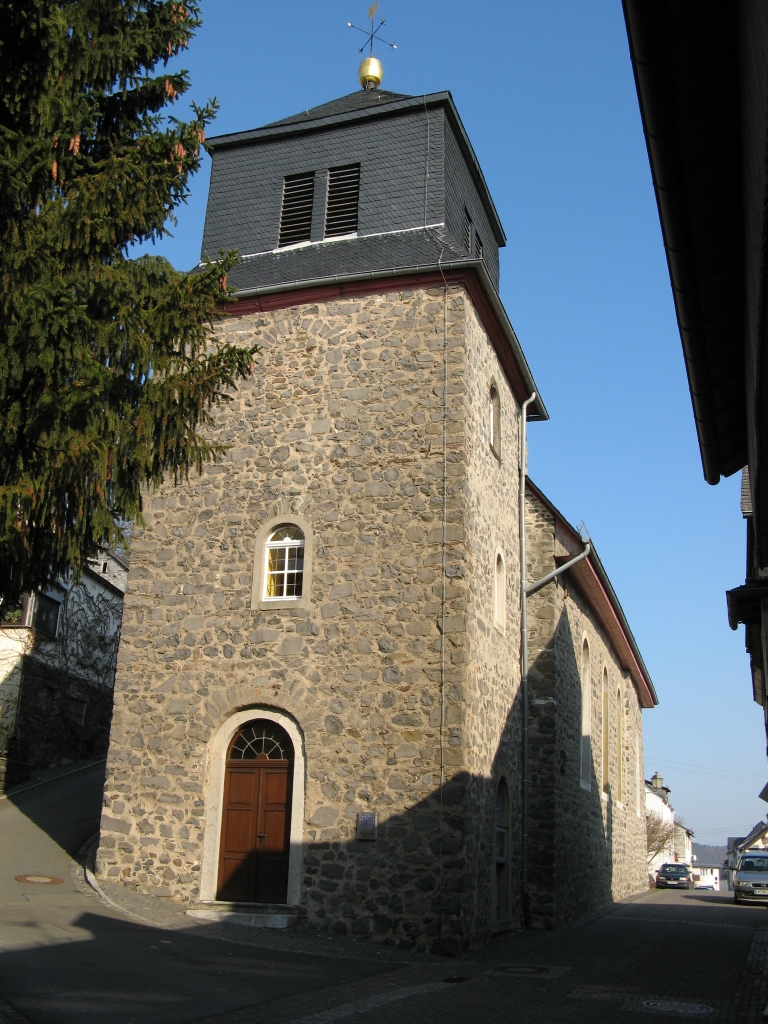
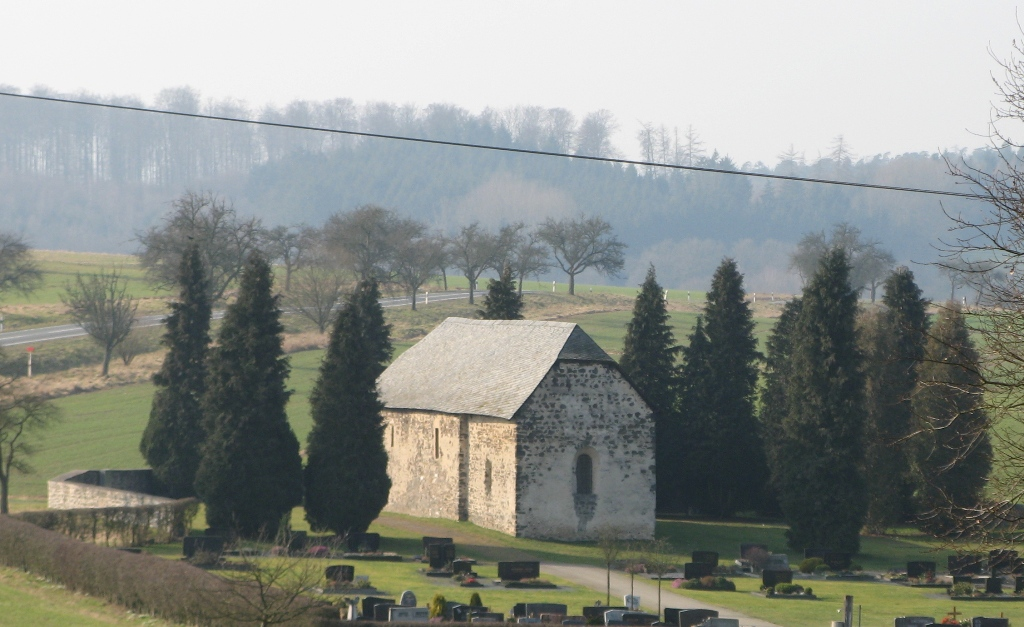